# Jeffery Cotton
Jeffery Cotton (* 4. April 1957 in San Fernando, Kalifornien; † 4. Februar 2013 in Philadelphia) war ein US-amerikanischer Komponist.

## Leben
Cotton wuchs in Los Angeles auf; sein Halbbruder ist der Folksänger Tom Rush. Cotton studierte Komposition an der California State University in Northridge bei Daniel Kessner, Frank Campo und Aurelio de la Vega. 1983 schloss er seine Studien mit einem Bachelor of Music ab. 
Mit einem Fulbright-Stipendium studierte er anschließend bei Hans Werner Henze an der Hochschule für Musik und Tanz Köln und begleitete ihn 1984 nach Santa Fe in New Mexico, wo Henze als Assistent an der Santa Fe Opera tätig war. Dort komponierten Cotton und Henze die Musik zu dem Film Liebe bis in den Tod von Alain Resnais und erhielten dafür den Preis der deutschen Schallplattenkritik. Im selben Jahr brachte Henze Cottons Konzertarie Abendland  mit der Mezzosopranistin Linda Hirst und dem Scottish Chamber Orchestra zur Uraufführung.
1985 begann Cotton als Annenberg Fellow ein Zusatzstudium in Komposition und Theorie an der University of Pennsylvania in Philadelphia, wo er Schüler von George Crumb, Jay Reise, Chinary Ung und Richard Wernick war. 1989 erhielt er seinen Master of Arts und Ph.D. Danach ließ er sich in New York City nieder. Dort hatte er 1988 großen Erfolg mit seiner CityMusic I: Berlin, einem Auftragswerk, das in der Carnegie Hall zur Uraufführung kam.
1990 erhielt er ein Guggenheim-Stipendium, kehrte vorübergehend nach Deutschland zurück und erlebte in Berlin die Wiedervereinigung. Er begann dort mit der Arbeit an einem Ballett über den Mauerbau, das auf dem Mythos von Pyramus und Thisbe basiert.
1992 bis 1996 war Cotton in New York Composer-in-Residence des Orchestra of St. Luke’s, eines 1974 gegründeten Kammerorchesters, für das er zahlreiche Werke schuf. Sehr erfolgreich war seine CityMusic II: New York, komponiert für Erzähler und Orchester, die sich speziell an ein junges Publikum richtete. Das Werk wurde im Oktober 1995 vom Philadelphia Orchestra unter der Leitung von Wolfgang Sawallisch uraufgeführt und Februar 1996 wiederholt. Der Komponist trat dabei selbst als Erzähler auf. Das Werk wurde in der Folge von mehreren anderen Orchestern nachgespielt.
Für seine Werke erhielt er mehrere Preise und Auszeichnungen, darunter drei BMI Student Composer Awards und den Walter Hinrichsen Award der American Academy of Arts and Letters. Cotton äußerte sich besonders über die deutsche zeitgenössische Musikszene sehr kritisch, deren Komponisten sich zwar gern als „Avantgarde“ bezeichnen, aber andererseits sehr dogmatisch auftreten und Veränderungen nicht zulassen. In seinem Aufsatz Der Todeskampf der Modernen (Deutschen) Musik schreibt er zu dieser Situation: 

„Bis zum heutigen Tag aber ist die deutsche Musikwelt nicht bestrebt, zum Nächsten fortzuschreiten, was immer dies auch sein mag. Stattdessen hat sie sich bequem in einer Ästhetik eingenistet, die kompromisslos atonal, ja aharmonisch ist und der jede Linie und jede Form fehlt. Die Ironie liegt darin, dass schon seit fast hundert Jahren auf diese Weise komponiert wird, die betreffenden Komponisten aber immer noch glauben, dass ihre Musik avantgardistisch sei (und interessanterweise, dass ihre Zugehörigkeit zur Avantgarde an sich ein Selbstzweck sei).“

Jeffery Cotton starb 2013 an einem plötzlichen Herzstillstand.

## Nachlass
Jeffery Cottons Nachlass, darunter sehr umfangreiche, intime Tagebücher, gelangten nach seinem Tod in die Bibliothek der University of Pennsylvania.

## Werke (Auswahl)
- 1985 – Four Tableaus für Flöte und Gitarre
- 1986 – Seven Runic Songs für Viola, Gitarre und Harfe
- 1992 – Quartet for Low Strings, für zwei Violas, Violoncello und Kontrabass
- 1993 – Trio für Klarinette, Violoncello und Harfe
- 2002 – String Sextet
- 2003 – Night Music, für Trompete, Klavier und Kontrabass
- 2003 – String Quartet No. 1
- 2004 – Meditation, Rhapsody and Bacchanal, für Violine und Perkussion
- 2011 – String Quartet No. 2, Serenade